# Dichogama fernaldi
Dichogama fernaldi là một loài bướm đêm trong họ Crambidae.